# Krisztián Szollár
Krisztián Szollár [ˈkristi.aːn ˈsolːaːr] (* 30. August 1980 in Orosháza) ist ein ehemaliger ungarischer Fußballspieler.

## Karriere
Szollár begann seine Karriere beim MTK Orosháza und wechselte 1994 zu Ferencváros Budapest. Nach drei Jahren bei diesem Verein und einem halben Jahr beim Vác FC wechselte er im Januar 1998 zum FC Schalke 04, wo er ab Juli 1999 zum Profikader gehörte. Am 20. Mai 2000 absolvierte er sein erstes und bisher einziges Bundesligaspiel, als er bei der Partie FC Schalke 04 gegen Hansa Rostock in der 74. Minute für Marco van Hoogdalem eingewechselt wurde. Für die Saison 2000/01 wurde er an Rot-Weiss Essen ausgeliehen, um Spielpraxis sammeln zu können. In den folgenden Jahren kam er nur noch in der zweiten Mannschaft zum Einsatz. Zur Saison 2005/06 wechselte zur SG Wattenscheid 09. Nach einem Jahr dort wechselte er in die Oberliga Westfalen zu Preußen Münster. Ab der Saison 2007/08 spielte er beim SV Darmstadt 98, zunächst in der Oberliga Hessen und anschließend in der Regionalliga Süd. Nachdem sein Vertrag nicht verlängert worden war, wechselte er zur Saison 2009/10 zu Viktoria Aschaffenburg in die Hessenliga. Aus finanziellen Gründen musste ihn der Verein zur Winterpause abgeben, woraufhin er zum Ligakonkurrenten Germania Ober-Roden wechselte. Zur Saison 2010/11 wechselte er jedoch aus persönlichen Gründen wieder zurück zu Viktoria Aschaffenburg. In der Saison 2011/12 spielte er für Rot-Weiß Darmstadt.
Szollár wurde in der Saison 2001/02 mit dem FC Schalke 04 DFB-Pokalsieger, erreichte den fünften Platz in der Bundesliga und belegte den zweiten Platz beim DFL-Ligapokal.